# Adrian Notz
Adrian Notz (* 1977 in Flurlingen) ist ein Schweizer Kurator, Dozent und ehemaliger Direktor und künstlerischer Leiter des Cabaret Voltaire in Zürich.

## Leben
Adrian Notz wuchs in Flurlingen auf und besuchte dort die Primar- und Sekundarschule. Nach dem Abitur am Winterthurer Gymnasium ging er nach Bremen, um Freie Kunst zu studieren. Nach einem zweijährigen Studium in Norddeutschland kam er zurück nach Zürich und studierte «Theorie der Kunst und Gestaltung» an der Hochschule der Gestaltung und Kunst (heute ZHdK). 2004 begann Notz als Assistent im Cabaret Voltaire, von 2007 bis 2012 übernahm er zusammen mit Philipp Meier die Co-Direktion, seit 2012 war er alleiniger Direktor und verliess Ende 2019 nach langjährigem Wirken das Cabaret Voltaire auf eigenen Wunsch. Zudem leitete Notz von 2010 bis 2015 den Studiengang Bildende Kunst an der Schule für Gestaltung St. Gallen.

## Publikationen (Auswahl)
als Herausgeber
- mit Hans Ulrich Obrist: Merz world : processing the complicated order. Ringier, Zürich 2007, ISBN 978-3-905701-37-1.
- mit Juri Steiner 165 Dadaistinnen. 2013.
- mit Hans Ulrich Obrist: Invent the future with elements of the past – 12 Zürcher Künstler auf einem Spaziergang mit Lucius Burckhardt. Verlag Scheidegger & Spiess, Zürich 2015, ISBN 978-3-85881-487-6.
- Dada East: The Romanians of Cabaret Voltaire. zur Ausstellung in Färgfabriken Stockholm, 2007, ISBN 978-0-262-19507-2.